# Newcastle Knights
Die Newcastle Knights sind ein australischer Rugby-League-Verein aus Newcastle, New South Wales. Seit seiner Gründung im Jahr 1988 spielt das Team in der höchsten nationalen Liga, der heutigen National Rugby League. Die Vereinsfarben sind Blau und Rot, ihre Heimspiele tragen die Knights im 30.000 Zuschauer fassenden McDonald Jones Stadium aus.

## Geschichte
Bereits 1982 existierten konkrete Pläne, ein Team aus Newcastle in die New South Wales Rugby Football League (NSWRFL) aufzunehmen, doch letztlich fiel der vakante Platz den Canberra Raiders zu. 1988 nahmen die neugegründeten Knights den Spielbetrieb in Australiens Eliteliga auf. Von Beginn an erfreuten sich die „Ritter“ großer Popularität und konnten schnell beachtliche Erfolge feiern. Bereits 1990 zog das Team erstmals in die Play-offs ein, 1992 gelang der erste Sprung unter die Top 4. 1993 stieß Andrew Johns zur Mannschaft hinzu, der die erfolgreichste Ära der Vereinsgeschichte prägen und zu einem der besten Rugby-League-Spieler aller Zeiten aufsteigen sollte.  Während des Super League War, in dem man der Australian Rugby League (ARL) treu blieb, gelang den Knights 1997 der erste Meistertitel durch ein 22:16 im Grand Final gegen die Manly-Warringah Sea Eagles. Bis 2003 waren die Knights stets in den Play-offs vertreten und gehörten zu den Top-Teams der National Rugby League. Im Jahr 2001 erfolgte durch ein 30:24 über die favorisierten Parramatta Eels der zweite Sieg im zweiten Grand Final. Nach einer Verletzungsmisere im Jahr 2004 erfolgte ein sportlicher Niedergang, der ein Jahr später sogar den ersten „Gewinn“ des Wooden spoon zur Folge hatte. Nach Andrew Johns’ Karriereende im Jahr 2007 blieben nennenswerte Erfolge für längere Zeit aus, erst im Jahr 2013 gelang wieder der Sprung in die Top 4. Im Preliminary Final unterlagen die Knights dem späteren Meister Sydney Roosters jedoch deutlich. 2015, 2016 und 2017 folgten nach schwachen Saisons weitere Wooden spoons, wobei 2016 nur ein einziges von 24 Spielen gewonnen werden konnte.

## Erfolge
- Meisterschaften (2): 1997, 2001

### Teilnahmen von Spielern am NRL All-Stars Game
| Name           | Position                                                 | Teilnahme(n) | Mannschaft           |
| Cory Paterson  | Zweite-Reihe-Stürmer                                     | 2010, 2011   | Indigenous All Stars |
| Kurt Gidley    | Schlussmann, Verbinder, Gedrängehalb, Hakler             | 2010         | NRL All Stars        |
| Akuila Uate    | Außendreiviertel                                         | 2011, 2013   | NRL All Stars        |
| Kade Snowden   | Pfeiler                                                  | 2012         | NRL All Stars        |
| Travis Waddell | Hakler                                                   | 2013         | Indigenous All Stars |
| Willie Mason   | Zweite-Reihe-Stürmer                                     | 2013         | NRL All Stars        |
| Timana Tahu    | Innendreiviertel, Außendreiviertel, Zweite-Reihe-Stürmer | 2013         | Indigenous All Stars |
| Beau Scott     | Zweite-Reihe-Stürmer                                     | 2015         | NRL All Stars        |
| Tyrone Roberts | Gedrängehalb, Verbinder, Hakler                          | 2015         | Indigenous All Stars |
| Dane Gagai     | Schlussmann, Innendreiviertel, Außendreiviertel          | 2015         | Indigenous All Stars |
| Jeremy Smith   | Zweite-Reihe-Stürmer, Dritte-Reihe-Stürmer               | 2015         | NRL All Stars        |